# Dons (cantor)
Artūrs Šingirejs (Brocēni, RSS da Letónia; 10 de Abril de 1984), mais conhecido pelo seu nome artístico Dons, é um cantor e compositor letão. É um dos cantores mais populares da Letónia, tendo ganho sete vezes o prémio da música mais tocada nas rádios do país. Ele representou a Letónia no Festival Eurovisão da Canção de 2024 com a música «Hollow».
O cantor lançou oito álbuns a solo e ganhou numerosos prémios, tendo ganho o prémio à canção do ano do «Muzikālās Banka» da Latvijas Radio em cinco ocasiões. Nos Prémios de Gravação de Música da Letónia, ganhou duas vezes o prémio de Melhor Álbum Pop, entre cinco nomeações, por Varanasi em 2014 e Tūrists em 2020. Ele ganhou o Melhor Álbum de Rock uma vez a partir de duas indicações com Lelle em 2008 e foi nomeado uma vez para Melhor Álbum Pop-Rock junto com Signāls em 2013. Em 2024, ele venceu o concurso de canções «Supernova», a seleção nacional letã para o concurso da Eurovisão, com o seu single em inglês «Hollow» para representar seu país no Festival Eurovisão da Canção. Anteriormente, ele tentou representar a Letónia no Festival Eurovisão da Canção duas vezes com as canções «My Religion is Freedom» em 2010 e «Pēdējā Vēstule» em 2014, tendo ficado em segundo lugar em ambas as vezes nas finais nacionais da Letónia.

## Biografia
Artūrs Šingirejs nasceu a 10 de Abril de 1984 em Brocēni no distrito de Saldus, na Letónia, filho de pai bielorrusso e de mãe letã, também cantora. Tem um irmão e três irmãs, uma das quais foi a primeira a encorajá-lo a atuar em palco aos quatro anos de idade. A sua mãe ensinou-lhe inglês desde os 6 anos de idade e ele atribui a Freddie Mercury o título de um dos seus primeiros ídolos musicais. Estudou piano na Escola de Música Saldus. Fez a sua primeira atuação a solo aos 16 anos e declarou: «A minha primeira atuação foi na escola e apercebi-me de que queria fazer isto - há aqui qualquer coisa que me prende». Mais tarde, estudou artes culinárias antes de regressar à música como profissão. Aprendeu a tocar guitarra e a cantar através de auto-estudo.
Dons começou a sua carreira no reality show letão «Talantu Fabrikā» em 2003. O cantor lançou um álbum intitulado «Viens Otram», em 2004, com a também concorrente do Talantu Fabrikā, Linda Kalniņa. Em 2006, ele lançou seu primeiro álbum a solo intitulado Lights On, maioritariamente com canções em inglês. O sucesso na sua carreira chegou ao lançar os seus sete álbuns seguintes em língua letã: Lelle (2008), Signāls (2013), Varanasi (2014), Sibīrija (2015), Tepat (2016), Namiņš. Kaste. Vārdi (2018) e Tūrists (2020). Usou os nomes artísticos «Art Green» e «Art Singer» quando atuou fora da Letónia.

## Carreira

### 2003-2007: Inícios
Dons ganhou popularidade em 2003 ao participar no reality show letão «Talantu Fabrika» (em português: «Fábrica de Talentos»). Durante o programa, conheceu e namorou a concorrente Lily (nome verdadeiro: Linda Kalniņa) com quem casou em 2009 até o divórcio em 2013. Ele se juntou à rádio SWH Rock como DJ anfitrião depois de vencer aquele reality show, que ele diz ser muito mais estressante do que se apresentar no palco. Dons e Lily lançaram um álbum juntos em inglês em 2004 intitulado Viens Otram (em português: «Cada um de nós»). O álbum tornar-se-ia um best-seller na Letónia e os dois ganharam uma nomeação na categoria de «Top Radio Hit» pela música «Just For You» nos Prémios da Música Letã de 2003. Em 2004, a sua canção «Ja es būtu vējš» (em português: «Se eu fosse o vento») foi nomeada na categoria de «Top Radio Hit» nos Prémios da Música Letã desse ano. Após o sucesso daquele álbum, Dons concentrou-se numa carreira a solo e lançou o seu primeiro álbum a solo (maioritariamente em inglês) «Lights On» em 2006. O álbum foi nomeado para melhor álbum de rock e o seu single «Lights Out» foi nomeado para melhor canção de rock nos Prémios da Música Letã de 2006. Posteriormente, viveu em Londres e Los Angeles com a sua namorada Lily.

### 2008-2014: Regresso à Letónia, Eurovisão
Em 2008, Dons lançou seu segundo álbum solo intitulado «Lelle» (em português: «Boneca»), que foi seu primeiro álbum em letão. O álbum seria o primeiro de muitos em que ele colaboraria com o compositor Ingus Bērziņš. O sucesso do álbum provou que o seu público preferia a sua música tocada em letão à sua música em inglês. Representou a Letónia na «New Wave» de 2008, onde ficou em 4º lugar.
Em 2009, Dons participou na série televisiva «1000 Jūdzes Indijā» (em português: «1000 milhas na Índia») na Latvijas Televīzija com os companheiros de viagem, o DJ da rádio Egon Reiter, o comediante Jānis Skutelis, Edgars Zaķis e o rapper Gustavo. Após o fim da série, permaneceu na Índia durante mais um mês como meio criativo de auto-busca e meditação, o que mais tarde se reflectiu na sua música. Ainda a viver no estrangeiro, ele retornou brevemente à Letônia por um mês para competir na seleção nacional letã para a Eurovisão de 2010, onde acabou em segundo lugar com sua música «My Religion Is Freedom».
Para além de partilhar as canções que escreveu, Dons manteve-se reservado quanto às suas actividades enquanto viveu no estrangeiro. Em 2012, Dons regressou novamente à Letónia desta feita por um período mais longo para reavivar a sua carreira com um novo álbum com canções escritas enquanto esteve em Londres. Enquanto escrevia as músicas do álbum, ele trabalhou com o compositor Ingus Bērziņš para produzir seu terceiro álbum solo intitulado «Signāls». Ele ganharia o prémio de Melhor Hit de Rádio nos Prémios da Música Letã de 2012 e 2013 pelo seu single «Signāls», que também ganharia a canção do ano no Muzikālās Banka de 2012 da Latvijas Radio. O álbum foi nomeado para Melhor Álbum Pop e Rock nos Prémios da Música Letã de 2013 e o seu vídeo da canção «Darling, Darling» foi nomeado para Melhor Vídeo do ano.
Em 2014, ele participou no concurso «Dziesma» com a canção «Pēdējā Vēstule» numa tentativa de representar a Letónia na Eurovisão. Embora a música em letão seja dedicada à sua ex-mulher, ele afirmou que, se tivesse vencido, teria cantado uma versão que ele mesmo escreveu em inglês e re-dedicado essa versão ao seu pai que morreu em 2007; no entanto a canção terminou em segundo lugar atrás da canção da banda Aarzemnieki e perdeu por 97 votos, para surpresa de muitos. Apesar da derrota naquele concurso em 2014, a canção viria a ganhar o prémio de Canção do Ano tanto no Muzikālās Banka de 2013 e nos Prémios da Música Letã daquele ano. Devido à sua popularidade, a digressão do álbum teve de ser prolongada, passando de um espetáculo no Palladium Riga para seis noites esgotadas. O álbum atingiu a certificação de ouro na Letónia em menos de dois meses após o seu lançamento. Ele teria grande sucesso nos Prémios da Música Letã de 2014, com Varanasi ganhando Álbum Pop do Ano e ganhando Canção do Ano com seu single «Tev Piedzims Bērns» (em português: «Criança nascida de ti») e na categoria de Top Radio Hit com «Pāriet Bailes» (em português: «O medo vai-se embora»), que também ganharia a Canção do Ano no Muzikālās Banka de 2014.

### 2015-2020: Aumento da popularidade
Após uma viagem pela Transiberiana, Dons lançou seu quinto álbum solo «Sibīrija» (em português: «Sibéria») em 2015 com letras novamente de Ignus Bērziņš.
Em 2015, foi jurado na primeira temporada do programa de televisão letão «Supernova», que é utilizado para selecionar artistas para representar a Letónia em futuras edições da Eurovisão. Voltou a desempenhar o mesmo papel em 2017.
Dons lançou o seu sexto álbum a solo intitulado «Tepat» (em português: «Cá») em outubro de 2016, que foi o primeiro álbum em que escreveu as letras juntamente com a música. Em 2017, actuou com a Escola Coral Riga Dome na canção «Zelta Kamanas» (em português: «Trenó dourado»).
Em 2018, desempenhou o papel principal na produção do 30º aniversário da ópera rock, Lāčplēsis, baseada no épico nacional letão com o mesmo nome.
Em 2020, ele participou de uma série de colaborações, trabalhou com 20 músicos letões para criar o hino de caridade «Es zinu, Tu esi» para arrecadar dinheiro para vítimas de violência doméstica. Ele lançou outra música «Mans Eņģelis» para a instituição de caridade «Angels over Latvia», que arrecadou dinheiro para beneficiar crianças que precisam de cuidados médicos. Dons colaborou com a música de Aminata Savadogo, intitulada «Nejauc man prātu»" em resposta à falta de apoio do governo letão ao sector cultural durante a pandemia de COVID-19 na Letónia, Dons e outros músicos letões de renome expressaram as suas críticas com uma composição vídeo intitulada «Klusums».

### 2021-presente: Assinatura com a Universal Music e Eurovisão
Em agosto de 2021, Dons anunciou que havia assinado com a Universal Music.  Seu primeiro single com a nova gravadora foi lançado a 16 de Setembro de 2021, intitulado «Tas rakstīts debesīs (Piena ceļš)». A música foi co-escrita com DJ Rudd e Aminata Savadogo.
Em outubro de 2023, Dons juntou-se ao programa de competição musical «Paaudžu duelis» como líder da equipa mais jovem dos anos 2000. Os concorrentes responderam a perguntas triviais e interpretaram canções de diferentes épocas musicais, com os perdedores a serem enviados para casa através dos votos dos fãs.
Em janeiro de 2024, Dons lançou «Hollow», seu primeiro single em inglês desde 2013, com o qual foi selecionado para competir em «Supernova 2024» para representar a Letónia na Eurovisão de 2024 o qual acabaria por vencer e tornou-se representante de seu país na Eurovisão de 2024.

## Discografia

### A solo

#### Álbuns de estúdio
- 2006 – Lights On
- 2008 – Lelle
- 2013 – Signāls
- 2014 – Varanasi
- 2015 – Sibīrija
- 2016 – Tepat
- 2018 – Namiņš. Kaste. Vārdi
- 2020 – Tūrists

#### Videoclipes
- 2014 – Koncertieraksts Dons Varanasi
- 2017 – Dons. Tepat. Koncerts arēnā Rīga

#### Singles
- 2017 – Pa ceļam
- 2017 – Zelta kamanas
- 2019 – Es nāktu mājās
- 2019 – Lūdzu vēl neaizej
- 2020 – Ilgoties man nesanāk
- 2020 – Tūrists
- 2020 – Mans eņģelis
- 2021 – Piedošana
- 2021 – Tas rakstīts debesīs
- 2022 – Tavs pieskāriens
- 2022 – Brīnišķīga diena
- 2023 – Lauzto šķēpu karaļvalsts/Hollow

### Dons com Lily
- 2004 – Viens otram